# Jungle Book (1942)
Jungle Book is een avonturenfilm uit 1942 die werd gemaakt door drie broers uit de familie Korda. Zoltan Korda was de regisseur, Alexander Korda de producer en Vincent Korda de artdirector.
Het verhaal is gebaseerd op Rudyard Kipling's twee romans Het jungleboek en Het tweede jungleboek, meer bepaald de hoofdstukken "Mowgli’s Broeders", "Tijger! Tijger!", "Hoe de Vrees in de wereld kwam", "Letting in the Jungle" en "The King’s Ankus".
De filmrechten zijn in de meeste landen verlopen, waardoor deze daar behoort tot het publiek domein. Hierdoor kan men de film via heel wat internetsites gratis bekijken.

## Verhaal
In een Indiaas dorpje staat een oude verhalenverteller. Een memsahib geeft hem geld om een verhaal te brengen.
De peuter Nathoo verdween uit zijn dorp op de dag dat dit werd aangevallen door de Bengaalse tijger Shere Khan. Nathoo wordt gered en opgenomen in een roedel grijze wolven en krijgt van hen de naam Mowgli. Twaalf jaar later komt Mowgli opnieuw oog in oog te staan met Shere Khan en vlucht. Bij toeval belandt hij in een dorp waar Messua meent dat de wilde jongen haar zoon is die destijds verdween. Ondanks protest van Buldeo wordt de jongen opgenomen in de gemeenschap. Hier leert hij binnen korte tijd de menselijke taal en leefgewoontes.
Tijdens een nacht neemt Mowgli Buldeo's dochter Mahala mee in het oerwoud. In een vervallen paleis ontdekken ze een schatkamer die wordt bewaakt door een oude cobra. De cobra laat toe dat Mahala één geldstuk mag meenemen, maar waarschuwt hen dat rijkdom leidt tot dood en dat "de dolk met de edelsteen" het giftigste attribuut in de tempel is. De volgende dag hoort Buldeo via Mahala over het bestaan van de tempel en de schatten.
Enige tijd later doodt Mowgli Shere Khan, waarbij hij hulp krijgt van de tijgerpython Kaa en de zwarte panter Bagheera. Buldeo is hiervan getuige, maar hij overtuigt de dorpelingen dat Mowgli een tovenaar is die aan gedaanteverwisseling doet. Buldeo doet Mowgli een voorstel: Mowgli zal niet worden gedood als hij hem naar de tempel leidt. Mowgli kan ontsnappen en loopt bewust naar de tempel. Hij wordt achtervolgd door Buldeo, een barbier en een priester. De drie doden de oude cobra en nemen veel goud en andere schatten mee waaronder "de dolk met de edelsteen". Ze verdwalen tijdens hun terugweg. Tijdens de nacht vermoordt de priester de barbier met "de dolk met de edelsteen". Buldeo wil daarop de dolk in bezit krijgen en duwt de priester in het water. De priester wordt gedood door een moeraskrokodil. Buldeo wordt ook aangevallen door zo'n krokodil en gooit de dolk in diens muil. Bagheera jaagt Buldeo richting het dorp, waarbij Buldeo tijdens de vlucht alle kostbaarheden verliest.
Buldeo neemt wraak op het oerwoud door hier brand te stichten, maar de wind keert waardoor ook het dorp in vlammen opgaat. Met behulp van een kudde Aziatische olifanten – geleid door Hathi – worden de dorpsbewoners en de dieren in het oerwoud geleid naar een veilige plaats aan de overkant van de rivier waar het vuur niet kan geraken. De dorpsbewoners vragen Mowgli uit dank of hij bij hen wil komen wonen, maar Mowgli beslist om in het woud te blijven zodat hij dit kan beschermen.
De film verspringt terug naar het heden. De verteller onthult dat hij Buldeo is. Hij heeft spijt van de daden uit zijn jongere jaren. Op de vraag wat er met Mowgli en Mahala gebeurde, zegt Buldeo dat dat een ander verhaal is.

## Rolverdeling
| Acteur            | Personage   | Opmerking     |
| ----------------- | ----------- | ------------- |
| Sabu              | Mowgli      | als volwassen |
| Daniel Valdez     | Mowgli      | als kind      |
| David Valdez      | Mowgli      | als kind      |
| Joseph Calleia    | Buldeo      |               |
| John Qualen       | barbier     |               |
| Frank Puglia      | priester    |               |
| Rosemary DeCamp   | Messua      |               |
| Patricia O'Rourke | Mahala      |               |
| Ralph Byrd        | Durgaived   |               |
| Faith Brook       | memsahib    |               |
| Noble Johnson     | Sikh        |               |
| Mel Blanc         | Kaa         |               |
| Mel Blanc         | Grijze wolf |               |
| Martha Wentworth  | moederwolf  |               |

## Nominaties
De film werd genomineerd voor vier Oscars in de volgende categorieën: 
- Oscar voor beste productieontwerp (Vincent Korda, Julia Heron)
- Oscar voor beste visuele effecten (Lawrence W. Butler, William A. Wilmarth)
- Oscar voor beste originele muziek
- Oscar voor beste camerawerk